# Suhaili (Schiff)
Suhaili ist der Name der Bermuda-Ketsch, mit der Sir Robin Knox-Johnston die erste Einhand-Weltumsegelung im Rahmen des Sunday Times Golden Globe Race im Jahr 1969 als Sieger erfolgreich abschloss.
Der Name Suhaili leitet sich aus der arabischen Bezeichnung für einen Süd-Ost-Wind ab, den die arabischen Seefahrer nutzten.

## Entwurf und Konstruktion
1963–1964 wurde die Suhaili in Bombay mit Teakholz aus Burma von indischen Zimmerleuten mit der Hilfe des Royal Bombay Yacht Club gebaut. Die Baupläne folgten einem Entwurf des Yachtkonstrukteurs William Atkin (1882–1962) für eine Yacht mit dem Namen Eric aus dem Jahr 1923. Ihr Design basierte auf Entwürfen für norwegische Segelrettungsboote des norwegischen Yachtkonstrukteurs Colin Archer (1832–1921). Die überaus seetüchtigen Yachten waren als Spitzgatter konstruiert.
Die Suhaili hat eine Länge von 32 Fuß, das entspricht 9,80 Metern (LWL 8,53 m). Die Yacht vermisst nach Thames Tonnage 14 Tonnen, einem Vermessungssystem für kleine Yachten, entworfen 1855 vom Royal Thames Yacht Club. Sie erhielt die offizielle Registriernummer 306242 von London und das Unterscheidungssignal MHYU.
Begonnen wurde es als Konzept, als Robin Knox-Johnston Dienst tat als zweiter Offizier an Bord eines Handelsschiffes zwischen Bombay und Basra, gemeinsam mit den zwei dritten Offizieren Peter Jordan und Mike Ledingham. Der Bau begann 1963 auf einer Slipanlage in den „Bombay Docks“. Es wurde ausschließlich mit Eisen befestigtes Teakholz für die gesamte Konstruktion verwendet: Kiel, Schotten, Planken, Deck und Kabinendach. Das Kielschwein hat die Abmessungen 1′ 2″ × 10″ und ist 22 Fuß lang (36 cm × 25 cm und 6,70 m lang). Die Beplankung besteht aus 1 ¼ Zoll (3,13 cm) dicken Teakholzplanken. Der Eisenkiel wiegt 2,25 Tonnen, unterteilt in zwei Sektionen gehalten von 14 zweizölligen Kielbolzen.

## Spätere Nutzung
Als Robin Knox-Johnston am 22. April 1969 mit seiner Suhaili an den Bootsstegen des Royal Cornwall Yacht Club in Falmouth (Cornwall) festgemacht hatte, schrieb er mit ihr Geschichte, denn sie war die erste Yacht, die nonstop um die Welt gesegelt war. Seitdem hat er sie intensiv gesegelt. Er nutzte sie für Reisen nach Grönland mit Sir Chris Bonington und über den Atlantik, um Navigationsmethoden der Renaissance zu testen. Dafür wurde Knox-Johnston mit der Goldmedaille des Royal Institute of Navigation ausgezeichnet.
Während Sir Robin „Mercury Marina“ aufbaute, war Suhaili ein vertrauter Anblick auf dem Hamble River und auf dem Solent.
1997 wurde die Suhaili im National Maritime Museum in Greenwich (London) ausgestellt, aber in der kontrollierten Atmosphäre begannen die Planken zu trocknen und zu schrumpfen. Robin Knox-Johnston wollte sein Schiff so nicht sterben sehen und holte die Yacht aus dem Museum und unterzog sie 2002 selbst einer gründlichen Überholung. Sie gehört nach wie vor Knox-Johnston und liegt in „Elephant Boatyard“ in Burseldon, in der Nähe von Southampton mit der Absicht, sie wieder zu segeln.

## Ehrung
Die Suhaili war eines der geschichtsträchtigen Schiffe, die auf der Themse vor Anker lagen während der Jubiläumsparade zu Ehren von Königin Elisabeth II., anlässlich ihres Diamantenen Thronjubiläums (60 Jahre) im Juni 2012. Wegen ihrer geringen Schiffsgröße war sie nicht Teil der Parade-Flottille (englisch Thames Diamond Jubilee Pageant), sondern lag an einer Mooring-Boje gemeinsam mit anderen Schiffen bei den St Katharine Docks am Nordufer der Themse gleich östlich von Tower und  Tower Bridge.